# U 37 (U-Boot, 1938)
U 37 war ein U-Boot vom Typ IX A, das im Zweiten Weltkrieg von der deutschen Kriegsmarine im Nord- und Mittelatlantik eingesetzt wurde.

## Geschichte
Der Auftrag für das Boot wurde am 29. Juli 1936 an die Werft Deschimag AG Weser, Bremen vergeben. Die Kiellegung erfolgte am 15. März 1937, der Stapellauf am 14. Mai 1938, die Indienststellung unter Kapitänleutnant Heinrich Schuch am 4. August 1938.
Das Boot gehörte von seiner Indienststellung bis zum 31. Dezember 1939 als Einsatz- bzw. Frontboot zur U-Flottille „Hundius“ in Kiel. Im April und Mai 1939 führte es zusammen mit U 29, U 30, U 31 und U 34 Tauch- und Geleitübungen zwischen Portugal und den Azoren durch.
Bei der Neugliederung der U-Flottillen kam U 37 vom 1. Januar 1940 bis zum 30. April 1941 als Frontboot zur 2. U-Flottille in Wilhelmshaven. Ab 1. Mai 1941 diente es als Schulboot bei der 26. U-Flottille in Pillau, dann ab 1. April 1942 als Schulboot bei der 22. U-Flottille in Gotenhafen und schließlich vom 1. Juli 1944 bis zum 3. Mai 1945 als Erprobungsboot bei der 4. U-Flottille in Stettin.
U 37 unternahm elf Feindfahrten, auf denen es 55 Schiffe (darunter zwei Kriegsschiffe) mit einer Gesamttonnage von 202.528 BRT versenkte.

## Einsatzstatistik

### Erste Unternehmung
Das Boot lief am 19. August 1939 um 0.00 Uhr von Wilhelmshaven aus und am 15. September 1939 um 13.17 Uhr wieder dort ein. Auf dieser Unternehmung in den Nordatlantik, westlich Irland und in Höhe Gibraltar wurden keine Schiffe versenkt oder beschädigt.

### Zweite Unternehmung
Das Boot lief am 5. Oktober 1939 um 8.00 Uhr von Wilhelmshaven aus und am 8. November 1939 um 9.58 Uhr wieder dort ein. Auf dieser Unternehmung im Nordatlantik wurden acht Schiffe mit 35.306 BRT versenkt.
- 8. Oktober: Versenkung des schwedischen Dampfers Vistula (1.018 BRT) durch Artillerie. Das Schiff hatte Stahlwaren und Holzprodukte geladen und befand sich auf dem Weg von Göteborg nach Kingston upon Hull. Es gab neun Tote.
- 12. Oktober: Versenkung des griechischen Dampfers Aris (4.810 BRT) (Lage) durch einen Torpedo. Der Dampfer fuhr in Ballast und war auf dem Weg von Troon nach Hampton. Es gab zwei Tote.
- 15. Oktober: Versenkung des französischen Dampfers Vermont (5.186 BRT) (Lage) durch Torpedo und Artillerie. Der Frachter fuhr in Ballast und war auf dem Weg nach New Orleans. Es gab zwei Tote.
- 17. Oktober: Versenkung des britischen Dampfers Yorkshire (10.184 BRT) (Lage) durch zwei Torpedos. Das Schiff hatte Frachtgut und 151 Passagiere an Bord und befand sich auf dem Weg von Rangun nach Liverpool. Es gehörte zum Konvoi HG-3. 25 Besatzungsmitglieder und 33 Passagiere wurden getötet, 160 Mann der Besatzung und 118 Passagiere wurden gerettet.
- 24. Oktober: Versenkung des britischen Dampfers Menin Ridge (2.474 BRT) (Lage) durch einen Torpedo. Der Dampfer hatte 4.200 t Eisenerz geladen und befand sich auf dem Weg von Djidjelli (Algerien) nach Port Talbot. Es gab 20 Tote und fünf Überlebende.
- 24. Oktober: Versenkung des britischen Dampfers Ledbury (3.528 BRT) (Lage) durch Artillerie. Der Dampfer hatte 5.800 t Bauxit an Bord und befand sich auf dem Weg von Toulon nach Burntisland. Es gab keine Menschenverluste.
- 24. Oktober: Versenkung des britischen Dampfers Tafna (4.413 BRT) (Lage) durch einen Torpedo. Der Dampfer hatte 6.900 t Eisenerz geladen und befand sich auf dem Weg von Benisaf (Algerien) nach London. Es gab zwei Tote und 31 Überlebende.
- 30. Oktober: Versenkung des griechischen Dampfers Thrasyvoulos (3.693 BRT) (Lage) durch einen Torpedo. Das Schiff hatte 2.158 t Anthrazit und 3.450 t Nüsse an Bord und war auf dem Weg von Swansea nach Halifax. Es gab 22 Tote.

### Dritte Unternehmung
Das Boot lief am 28. Januar 1940 um 8.18 Uhr von Wilhelmshaven aus und am 27. Februar 1940 um 17.10 Uhr wieder dort ein. Auf dieser Unternehmung im Nordatlantik wurden acht Schiffe mit 24.539 BRT versenkt.
- 4. Februar: Versenkung des norwegischen Dampfers Hop (1.365 BRT) (Lage) durch einen Torpedo. Der Dampfer fuhr in Ballast und war auf dem Weg von Bergen zum Tyne. Die gesamte Besatzung von 18 Mann kam ums Leben.
- 4. Februar: Versenkung des britischen Dampfers Leo Dawson (4.330 BRT) (Lage) durch einen Torpedo. Der Frachter hatte Eisenerz geladen und befand sich auf dem Weg von Narvik nach Immingham. Es war ein Totalverlust mit 35 Toten.
- 10. Februar: Versenkung des norwegischen Dampfers Silja (1.259 BRT) (Lage) durch einen Torpedo. Der Frachter hatte eine unbekannte Ladung und befand sich auf dem Weg von Trapani über Gibraltar nach Bergen. Es war ein Totalverlust mit 17 Toten.
- 11. Februar: Versenkung des britischen Fischdampfers Togimo (290 BRT) (Lage) durch Artillerie. Der Dampfer hatte 15 t Fischfett geladen. Es gab einen Toten.
- 15. Februar: Versenkung des dänischen Dampfers Aase (1.206 BRT) (Lage) durch einen Torpedo. Der Dampfer hatte Früchte geladen und befand sich auf dem Weg von Valencia nach Bristol. Es gab 15 Tote und einen Überlebenden.
- 17. Februar: Versenkung des britischen Dampfers Phyrrus (7.418 BRT) (Lage) durch einen Torpedo. Der Dampfer hatte 4.000 t Frachtgut, darunter Whisky, geladen und befand sich auf dem Weg von Glasgow über Liverpool nach Manila. Das Schiff gehörte zum Konvoi OG-18. Es gab acht Tote und 79 Überlebende.
- 18. Februar: Versenkung des griechischen Dampfers Ellin (4.917 BRT) durch einen Torpedo. Das Schiff hatte Kohle geladen und befand sich auf dem Weg von Cardiff nach Piräus. Es gab keine Menschenverluste.
- 18. Februar: Versenkung des französischen Dampfers P.L.M. 15 (3.754 BRT) (Lage) durch einen Torpedo. Er hatte eine unbekannte Ladung und befand sich auf dem Weg von Oran in einen unbekannten Hafen. Das Schiff gehörte zum Konvoi RS 10.

### Vierte Unternehmung
Das Boot lief am 30. März 1940 um 8.30 Uhr von Wilhelmshaven aus und am 18. April 1940 um 10.20 Uhr wieder dort ein. Auf dieser Unternehmung in der Nordsee, dem Nordatlantik, dem Nordmeer und östlich der Shetlandinseln wurden drei Schiffe mit 18.715 BRT versenkt.
- 10. April: Versenkung des schwedischen Tankers Sveaborg (9.076 BRT) (Lage) durch zwei Torpedos. Er hatte 4.500 t Diesel, 2.000 t Heizöl und 6.500 t Leichtöl geladen und befand sich auf dem Weg von Curaçao nach Göteborg. Es gab fünf Tote und 29 Überlebende.
- 10. April: Versenkung des norwegischen Dampfers Tosca (5.128 BRT) (Lage) durch einen Torpedo. Er hatte 2.000 t Zink, 2000 t Korbwaren und 1.000 t Früchte geladen und war auf dem Weg von Talcahuano nach Eitreim. Es gab zwei Tote und 32 Überlebende.
- 12. April: Versenkung des britischen Dampfers Stancliffe (4.511 BRT) durch einen Torpedo. Er hatte 7.200 t Eisenerz geladen und befand sich auf dem Weg von Narvik nach Middlesbrough und Immingham. Es gab 21 Tote – unter ihnen der Kapitän Sudbury – und 16 Überlebende. Kommandant Hartmann nahm einen Überlebenden an Bord, um ihn zu verhören. Nach eingehender Befragung wurde dem Mann eine Flasche Rum und einige Zigaretten übergeben, dann wurde er in ein Rettungsboot gesetzt. Die Überlebenden der Stancliffe erreichten die schottische Insel Unst, größte der Shetland-Inseln, auf Höhe der Ortschaft Haroldswick.[1]

### Fünfte Unternehmung
Das Boot lief am 15. Mai 1940 um 15.00 Uhr von Wilhelmshaven aus und kehrte am 9. Juni 1940 um 10.15 Uhr wieder dorthin zurück. Auf dieser Unternehmung im Nordatlantik, nordwestlich von Kap Finisterre, wurden neun Schiffe mit 34.043 BRT versenkt und zwei Schiffe mit 16.900 BRT beschädigt.
- 19. Mai: Versenkung des schwedischen Motorschiffs Erik Frisell (5.066 BRT) (Lage) durch einen Torpedo und Artillerie. Es hatte Getreide geladen und befand sich auf dem Weg von Buenos Aires nach Liverpool. Es gab keine Menschenverluste, 34 Überlebende.
- 22. Mai: Beschädigung des britischen Dampfers Dunster Grange (9.494 BRT) durch Artilleriebeschuss.
- 24. Mai: Versenkung des griechischen Dampfers Kyma (3.944 BRT) (Lage) durch einen Torpedo. Er hatte 6.000 t Mais und 90 t Süßwaren geladen und befand sich auf dem Weg von Rosario nach Avonmouth. Es gab sieben Tote und 23 Überlebende.
- 27. Mai: Versenkung des britischen Dampfers Sheaf Mead (5.008 BRT) (Lage) durch einen Torpedo. Er fuhr in Ballast und war auf dem Weg von Swansea nach Philadelphia. Es gab 32 Tote und fünf Überlebende.

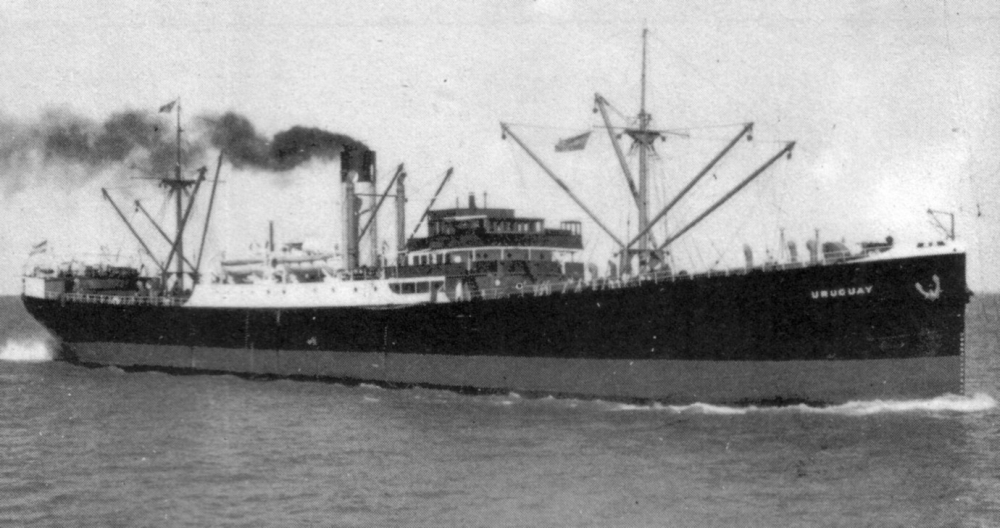
Argentinischer Dampfer Uruguay

- 27. Mai: Versenkung des argentinischen Dampfers Uruguay (3.425 BRT) (Lage) durch Sprengung. Er hatte 6.000 t Mais geladen und befand sich auf dem Weg von Rosario (Argentinien) nach Limerick. Es gab 15 Tote und 13 Überlebende.
- 28. Mai: Versenkung des französischen Motorschiffs Brazza (10.387 BRT) (Lage) durch zwei Torpedos. Es hatte Weine und Spirituosen geladen und befand sich auf dem Weg von Bordeaux nach Westafrika. 79 Besatzungsmitglieder und 300 Passagiere starben. 53 Besatzungsmitglieder und 144 Passagiere überlebten. Sie war das größte von U 37 versenkte Schiff.
- 28. Mai: Versenkung des französischen Fischdampfers Julien (177 BRT) (Lage) durch Artillerie. Er war beim Fischfang. Es gab keine Menschenverluste und zehn Überlebende.
- 29. Mai: Versenkung des französischen Dampfers Marie José (2.477 BRT) durch Artillerie und einen G7a-Torpedo. Er hatte 5.000 t Stückgut geladen und befand sich auf dem Weg von Casablanca nach Bordeaux.
- 29. Mai: Beschädigung des britischen Tankers Telena (7.406 BRT) durch Artillerie. Er hatte 9.368 t Rohöl geladen und befand sich auf dem Weg von Tripoli nach Pauillac. Es gab 18 Tote und 18 Überlebende. Der Tanker wurde nach Vigo eingebracht und das Öl geborgen. Das Schiff wurde später an Spanien verkauft und fuhr unter spanischer Flagge ab 7. Oktober 1940 als Gerona.
- 1. Juni: Versenkung des griechischen Dampfers Ioanna (950 BRT) durch einen Torpedo. Er hatte eine unbekannte Ladung und war auf dem Weg von Alexandria zum Tyne. Es gab keine Menschenverluste.
- 3. Juni: Versenkung des finnischen Dampfers Snabb (2.317 BRT) durch Artillerie. Er hatte eine unbekannte Ladung und war auf dem Weg von Greenock nach Dakar. Es gab einen Toten.

### Sechste Unternehmung
Das Boot lief am 1. August 1940 um 12.15 Uhr von Wilhelmshaven aus und am 12. August 1940 um 9.48 Uhr in Lorient ein. Auf dieser zirka 2.100 sm langen Unternehmung im Nordatlantik und dem Nordkanal wurde ein Schiff mit 9.130 BRT versenkt.
- 8. August: Versenkung des britischen Motorschiffs Upwey Grange (9.130 BRT) (Lage) durch einen Torpedo. Er hatte 5.380 t Gefrierfleisch und 51 Kisten Dosenfleisch sowie elf Passagiere an Bord und befand sich auf dem Weg von Buenos Aires nach London. Es gab 36 Tote und 50 Überlebende.

### Siebente Unternehmung
Das Boot lief am 17. August 1940 um 20.00 Uhr von Lorient aus und am 30. August 1940 um 14.45 Uhr wieder dort ein. Auf dieser etwa 2.800 sm langen Unternehmung im Nordatlantik, vor den Hebriden, Irland und der Rockall Bank wurden sechs Schiffe mit 24.408 BRT und eine Sloop mit 1.025 t versenkt.
- 23. August: Versenkung des norwegischen Dampfers Keret (1.718 BRT) (Lage) durch einen Torpedo. Der Dampfer fuhr in Ballast und befand sich auf dem Weg vom Tyne nach Sydney. Es gab 13 Tote und drei Überlebende.
- 23. August: Versenkung des britischen Dampfers Severn Leigh (5.242 BRT) (Lage) durch einen Torpedo. Der Dampfer fuhr in Ballast und war auf dem Weg von Kingston upon Hull nach Saint John. Das Schiff gehörte zum Konvoi OA-200. Es gab 33 Tote und zehn Überlebende.
- 24. August: Versenkung des britischen Dampfers Brookwood (5.100 BRT) (Lage) durch Torpedo und Artillerie. Der Dampfer fuhr in Ballast und war auf dem Weg von London über Sydney (Nova Scotia) nach Methil. Das Schiff gehörte zum Konvoi OA-200. Es gab einen Toten und 36 Überlebende.
- 24. August: Versenkung der britischen Sloop HMS Penzance (1.025 t) (Lage) durch einen Torpedo. Das Schiff gehörte zum Konvoi SC-1.
- 25. August: Versenkung des britischen Dampfers Blairmore (4.141 BRT) (Lage) durch zwei Torpedos. Der Dampfer hatte 1.500 Klafter Grubenholz geladen und war auf dem Weg von Newcastle (Neubraunschweig) über Sydney (Nova Scotia) zum Tyne. Das Schiff gehörte zum Konvoi SC-1.
- 25. August: Versenkung des britischen Dampfers Yewcrest (3.774 BRT) (Lage) durch Artillerie. Der Dampfer fuhr in Ballast und war auf dem Weg von Cardiff und Liverpool nach Wabana (Conception Bay). Das Schiff gehörte zum Konvoi OB-201. Es gab einen Toten und 38 Überlebende.
- 27. August: Versenkung des griechischen Dampfers Theodoros T. (3.409 BRT) (Lage) durch einen Torpedo. Der Dampfer hatte Mais geladen und befand sich auf dem Weg Rosario (Argentinien) über Gibraltar nach Cardiff. Es gab keine Menschenverluste.

### Achte Unternehmung
Das Boot lief am 24. September 1940 um 13.30 Uhr von Lorient aus und am 22. Oktober 1940 um 10.00 Uhr wieder dort ein. Auf dieser zirka 5.350 sm langen Unternehmung im Nordatlantik und bei der Rockall Bank wurden sechs Schiffe mit 30.100 BRT versenkt.
- 27. September: Versenkung des ägyptischen Dampfers Georges Mabro (2.555 BRT) (Lage) durch einen Torpedo. Er hatte eine unbekannte Fracht geladen und befand sich auf dem Weg von Huelva über Leixos nach Glasgow.
- 28. September: Versenkung des britischen Dampfers Corrientes (6.863 BRT) (Lage) durch einen Torpedo und Artillerie. Er hatte 1.800 t Frachtgut geladen und befand sich auf dem Weg von Glasgow über Halifax (Nova Scotia) nach Montreal. Das Schiff gehörte zum Konvoi OB-217.
- 30. September: Versenkung des britischen Dampfers Samala (5.390 BRT) (Lage) durch einen Torpedo. Er hatte 1.500 t Bananen sowie zwei Passagiere an Bord und befand sich auf dem Weg von Kingston (Jamaika) nach Liverpool. Es war ein Totalverlust mit 68 Toten.
- 30. September: Versenkung des britischen Dampfers Heminge (2.499 BRT) (Lage) durch einen Torpedo. Er hatte 3.300 t Kohle geladen und befand sich auf dem Weg vom Tyne nach Teneriffa, Das Schiff gehörte zum Konvoi OB-220. Es gab einen Toten und 25 Überlebende.
- 6. Oktober: Versenkung des britischen Tankers British General (6.989 BRT) (Lage) durch vier Torpedos. Er fuhr in Ballast und war auf dem Weg vom Tyne über Methil nach Abadan. Das Schiff gehörte zum Konvoi OA-222. Es war ein Totalverlust mit 47 Toten.
- 13. Oktober: Versenkung des britischen Dampfers Stangrant (5.804 BRT) (Lage) durch einen Torpedo. Er hatte 7.715 t Stahl und Schrott geladen und befand sich auf dem Weg von Hampton Roads über Halifax (Nova Scotia) nach Belfast. Das Schiff gehörte zum Konvoi HX-77. Es gab acht Tote und 30 Überlebende.

### Neunte Unternehmung
Das Boot lief am 28. November 1940 um 17.15 Uhr von Lorient aus und am 7. Januar 1941 um 13.20 Uhr wieder dort ein. Auf dieser zirka 7.100 sm langen Unternehmung in den Mittelatlantik, westlich von Spanisch-Marokko wurden sechs Schiffe mit 9.822 BRT und ein U-Boot mit 1.379 t versenkt.
- 1. Dezember: Versenkung des britischen Dampfers Palmella (1.578 BRT) (Lage) durch einen Torpedo. Er hatte Frachtgut und 1000 Säcke Gefangenenpost geladen und befand sich auf dem Weg von London nach Porto. Es gab einen Toten und 28 Überlebende.
- 2. Dezember: Versenkung des schwedischen Dampfers Gwalia (1.258 BRT) (Lage) durch einen Torpedo. Er hatte Kohle und Post geladen und befand sich auf dem Weg von Cardiff nach Lissabon. Das Schiff gehörte zum Konvoi OG-46. Es war ein Totalverlust mit 16 Toten.
- 2. Dezember: Versenkung des britischen Dampfers Jeanne M (2.465 BRT) (Lage) durch einen Torpedo. Er hatte 3.200 t Kohle geladen und befand sich auf dem Weg von Cardiff nach Lissabon. Das Schiff gehörte zum Konvoi OG-46. Es gab sieben Tote und 19 Überlebende.
- 4. Dezember: Versenkung des schwedischen Dampfers Daphne (1.513 BRT) (Lage) durch einen Torpedo. Er fuhr in Ballast und war auf dem Weg von Glasgow nach Lissabon. Es gab 18 Tote und einen Überlebenden. Das Schiff gehörte zum Konvoi OG-46.
- 16. Dezember: Versenkung des spanischen Segelschiffes San Carlos (223 BRT) durch Artillerie. Der Segler fuhr in Ballast, hatte 13 Passagiere an Bord und war auf dem Weg von Kap Juby zu den Kanarischen Inseln. Es gab einen Toten und 28 Überlebende.
- 19. Dezember: Versenkung des französischen U-Bootes Sfax (1.379 t). U 37 griff irrtümlich zwei Vichy-französische Schiffe an und versenkte sie. Dazu gibt es keinen Eintrag im Kriegstagebuch.
- 19. Dezember: Versenkung des französischen Flottentankers Rhône (2.785 BRT). Der Tanker war auf dem Weg von Casablanca nach Dakar. Es gab zehn Tote. U 37 griff irrtümlich zwei Vichy-französische Schiffe an und versenkte sie. Dazu gibt es keinen Eintrag im Kriegstagebuch. Als Reaktion auf die Versenkung der beiden französischen Schiffe etablierte das Vichy-Regime in Absprache mit Italien Abwehrmaßnahmen gegen U-Boote in einem 25 sm breiten Streifen entlang der Küsten von Frankreich (Atlantik) und Spanien.[2]

### Zehnte Unternehmung
Das Boot lief am 30. Januar 1941 um 18.00 Uhr von Lorient aus, musste aber wegen Kupplungsschaden um 21 Uhr wieder einlaufen und verließ Lorient endgültig am 3. Februar 1941 um 11.40 Uhr. Auf dieser zirka 3.000 sm langen Unternehmung im Nordatlantik und südwestlich von Kap Vincent wurden drei Schiffe mit 4.781 BRT versenkt.
Am 9. Februar nahm U 37 an einem koordinierten Angriff von Luftstreitkräften, U-Booten und Überwasserkriegsschiffen auf einen alliierten Geleitzug teil: Kapitänleutnant Asmus Clausen entdeckte den aus 19 Schiffen bestehenden, Konvoi HG 53, meldete seine Entdeckung und griff den Geleitzug an. Er meldete, drei Schiffe mit insgesamt 13.500 BRT versenkt zu haben. Tatsächlich waren es nur zwei relativ kleine Schiffe. Der BdU Vizeadmiral Karl Dönitz forderte auf Clausens Meldung hin Luftunterstützung durch das Kampfgeschwaders 40 in Bordeaux-Mérignacan. KptLt. Clausen hielt weitere Angriffsbemühungen zurück und führte die Condor durch Peilzeichen an den Geleitzug heran. Beim Eintreffen der Flugzeuge hatte der Konvoi vergeblich seine Defensive zu formieren versucht. Eine Focke-Wulf Fw 200 wurde beschädigt und konnte ohne Verluste in Spanien notlanden. Die weiteren Condor-Maschinen meldeten Treffer auf neun Zielen und versenkten insgesamt fünf Schiffe von HG 53. Die Admiral Hipper traf als letztes ein, nachdem Dönitz das Oberkommando der Marine von seiner Entsendung überzeugt hatte, und konnte ein feindliches Schiff versenken. Nach dem Angriff brach U 37 die Unternehmung ab und kehrte zur Basis in Lorient zurück, da es alle Torpedos verschossen hatte.
- 9. Februar: Versenkung des britischen Dampfers Courland (1.325 BRT) (Lage) durch einen Torpedo. Er hatte 1.395 t Stückgut geladen und befand sich auf dem Weg von Lissabon nach London. Es gab 26 Tote und vier Überlebende. Das Schiff gehörte zum Konvoi HG-53.
- 9. Februar: Versenkung des britischen Dampfers Estrellano (1.983 BRT) (Lage) durch einen Torpedo. Er hatte 900 t Stückgut und 1.100 t Büchsenfleisch geladen und befand sich auf dem Weg von Porto de Leixões nach Liverpool. Das Schiff gehörte zum Konvoi HG-53.
- 10. Februar: Versenkung des britischen Dampfers Brandenburg (1.473 BRT) (Lage) durch zwei G7e-Torpedos. Er hatte 1.800 t Schwefel und Eisenkies geladen und befand sich auf dem Weg von Vila Real de Santo António nach Leith. Das Schiff gehörte zum Konvoi HG-53.

### Elfte Unternehmung
Das Boot lief am 27. Februar 1941 um 18.15 Uhr von Lorient aus und am 22. März 1941 um 20.30 Uhr in Kiel ein. Auf dieser zirka 4.100 sm langen Unternehmung im Nordatlantik und nordwestlich des Nordkanals wurden zwei Schiffe mit 3.141 BRT versenkt.
Während der Operation gegen den Konvoi HX-112 versuchte U 37 einen Angriff in aufgetauchter Position. Die HMS Walker aus der Eskortgruppe 5 rammte U 37 und beschoss das abtauchende Boot mit U-Jagd-Granaten. Dabei wurde U 37 so sehr beschädigt, dass es zur Basis zurückkehren musste.
- 7. März: Versenkung des griechischen Dampfers Mentor (3.050 BRT) (Lage) durch einen G7e-Torpedo. Er fuhr in Ballast und war auf dem Weg vom River Clyde nach Takoradi. Es gab sieben Tote und 22 Überlebende.
- 12. März: Versenkung des isländischen Fischdampfers Petursey (91 BRT) durch Artillerie. Er hatte Frischfisch an Bord und befand sich auf dem Weg nach Fleetwood. Es war ein Totalverlust mit zehn Toten.

## Verbleib
U 37 wurde am 8. Mai 1945 gemäß dem lange bestehenden, allerdings von Großadmiral Dönitz am Abend des 4. Mai 1945 aufgehobenen Regenbogen-Befehl von seiner Besatzung in der Flensburger Förde im Bereich der Sonderburger Bucht oder des Höruper Haffs selbstversenkt. Es wurde nach Kriegsende gehoben und verschrottet. Nach anderen Angaben wurde das Boot schon am 5. Mai 1945 versenkt. Die Position war etwa 54° 53′ N, 9° 56′ O.